# Sibianor aemulus
Sibianor aemulus là một loài nhện trong họ Salticidae.
Loài này thuộc chi Sibianor. Sibianor aemulus được Willis J. Gertsch miêu tả năm 1934.